# Regions Morgan Keegan Championships and the Cellular South Cup 2006 - Qualificazioni singolare maschile
Le qualificazioni del singolare maschile del Regions Morgan Keegan Championships and the Cellular South Cup 2006 sono state un torneo di tennis preliminare per accedere alla fase finale della manifestazione. I vincitori dell'ultimo turno sono entrati di diritto nel tabellone principale. In caso di ritiro di uno o più giocatori aventi diritto a questi sono subentrati i lucky loser, ossia i giocatori che hanno perso nell'ultimo turno ma che avevano una classifica più alta rispetto agli altri partecipanti che avevano comunque perso nel turno finale.
Le qualificazioni del torneo Regions Morgan Keegan Championships and the Cellular South Cup  2006 prevedevano 16 partecipanti di cui 4 sono entrati nel tabellone principale.

## Teste di serie
1. Assente
2. Justin Gimelstob (Qualificato)
3. Peter Luczak (ultimo turno)
4. Julien Benneteau (Qualificato)

1. Paul Capdeville (Qualificato)
2. Rik De Voest (ultimo turno)
3. John-Paul Fruttero (primo turno)
4. Brian Vahaly (primo turno)

## Qualificati
1. Kristian Pless
2. Justin Gimelstob

1. Paul Capdeville
2. Julien Benneteau

## Tabellone

### Legenda
| - Q = Qualificato - WC = Wild card - LL = Lucky loser | - ALT = Alternate - SE = Special Exempt - PR = Protected Ranking | - w/o = Walkover - r = Ritirato - d = Squalificato |

### Sezione 1
|  | Primo turno    | Primo turno       | Primo turno       | Primo turno | Primo turno |  |  | Ultimo turno      | Ultimo turno      | Ultimo turno      | Ultimo turno | Ultimo turno |  |
|  |                |                   |                   |             |             |  |  |                   |                   |                   |              |              |  |
|  | Kristian Pless | Kristian Pless    | 65                | 6           | 6           |  |  |                   |                   |                   |              |              |  |
|  | Harel Levy     | Harel Levy        | 7                 | 3           | 2           |  |  | Kristian Pless    | Kristian Pless    | Kristian Pless    | 7            | 6            |  |
|  |                | Frédéric Niemeyer | Frédéric Niemeyer | 6           | 6           |  |  | Frédéric Niemeyer | Frédéric Niemeyer | Frédéric Niemeyer | 5            | 4            |  |
|  | 8              | Brian Vahaly      | Brian Vahaly      | 4           | 1           |  |  |                   |                   |                   |              |              |  |

### Sezione 2
|  | Primo turno | Primo turno        | Primo turno        | Primo turno | Primo turno |  |  | Ultimo turno | Ultimo turno       | Ultimo turno | Ultimo turno | Ultimo turno |  |
|  |             |                    |                    |             |             |  |  |              |                    |              |              |              |  |
|  | 2           | Justin Gimelstob   | Justin Gimelstob   | 6           | 6           |  |  |              |                    |              |              |              |  |
|  |             | Damien Spizzo      | Damien Spizzo      | 1           | 2           |  |  | 2            | Justin Gimelstob   | 6            | 6            | 6            |  |
|  |             | John-Paul Fruttero | John-Paul Fruttero | 6           | 6           |  |  |              | John-Paul Fruttero | 7            | 0            | 3            |  |
|  | 7           | Amer Delić         | Amer Delić         | 3           | 4           |  |  |              |                    |              |              |              |  |

### Sezione 3
|  | Primo turno | Primo turno        | Primo turno        | Primo turno | Primo turno |  |  | Ultimo turno | Ultimo turno    | Ultimo turno | Ultimo turno | Ultimo turno |  |
|  |             |                    |                    |             |             |  |  |              |                 |              |              |              |  |
|  | 3           | Peter Luczak       | Peter Luczak       | 7           | 6           |  |  |              |                 |              |              |              |  |
|  |             | Alex Bogomolov Jr. | Alex Bogomolov Jr. | 64          | 3           |  |  | 3            | Peter Luczak    | 6(1)         | 6            | 5            |  |
|  | 5           | Paul Capdeville    | 6                  | 3           | 6           |  |  | 5            | Paul Capdeville | 7            | 3            | 7            |  |
|  |             | Jeff Salzenstein   | 1                  | 6           | 3           |  |  |              |                 |              |              |              |  |

### Sezione 4
|  | Primo turno | Primo turno      | Primo turno      | Primo turno | Primo turno |  |  | Ultimo turno | Ultimo turno     | Ultimo turno | Ultimo turno | Ultimo turno |  |
|  |             |                  |                  |             |             |  |  |              |                  |              |              |              |  |
|  | 4           | Julien Benneteau | Julien Benneteau | 6           | 6           |  |  |              |                  |              |              |              |  |
|  |             | Hugo Armando     | Hugo Armando     | 2           | 4           |  |  | 4            | Julien Benneteau | 7            | 3            | 7            |  |
|  | 6           | Rik De Voest     | Rik De Voest     | 6           | 6           |  |  | 6            | Rik De Voest     | 5            | 6            | 5            |  |
|  |             | James Spence     | James Spence     | 2           | 1           |  |  |              |                  |              |              |              |  |